# Hod Stuart

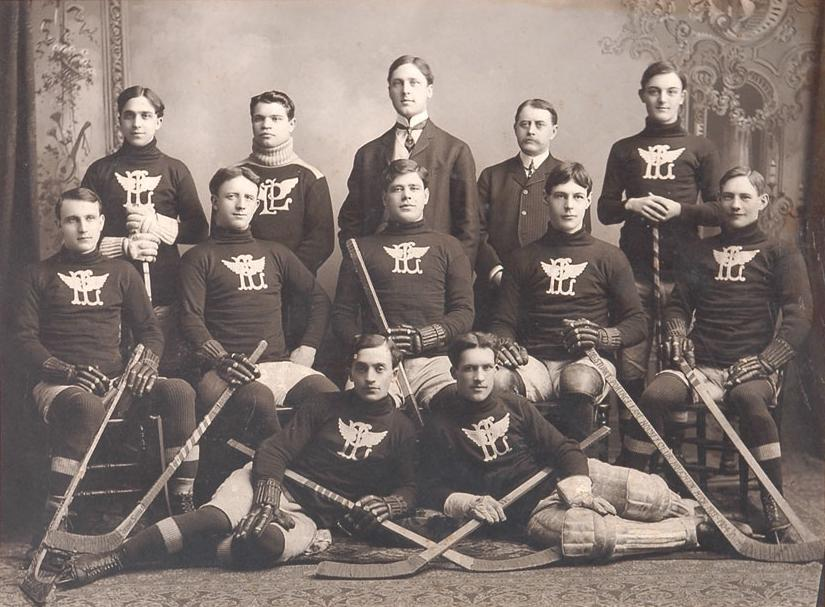
Hod Stuart, tvåa från höger i mittenraden, med Portage Lakes Hockey Club säsongen 1903–04.

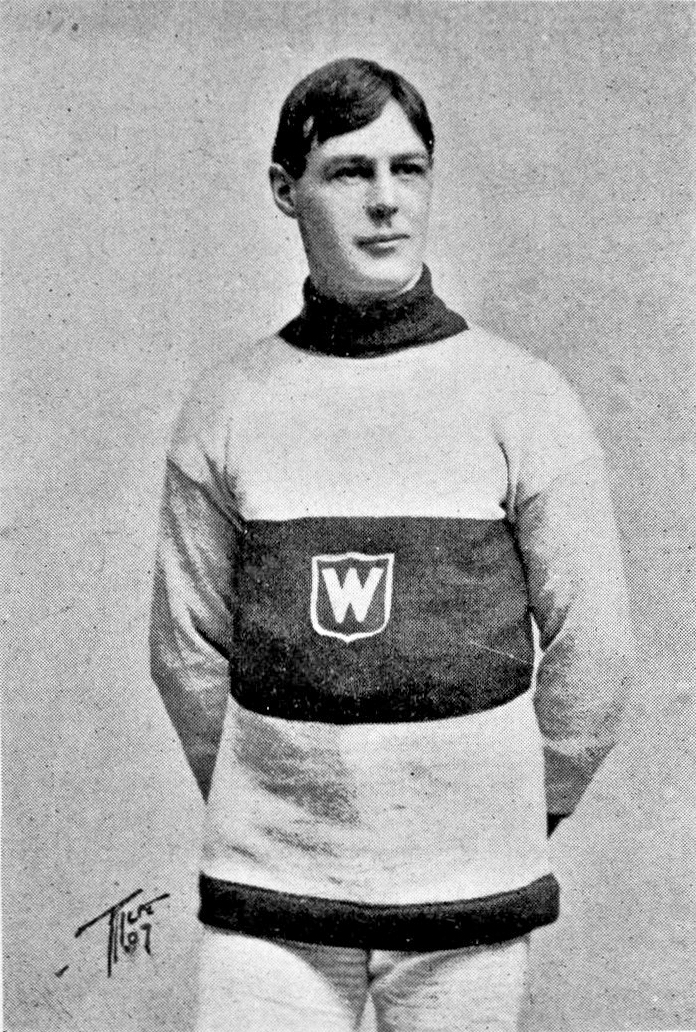
Hod Stuart med Montreal Wanderers 1907.

William Hodgson "Hod" Stuart, född 20 februari 1879 i Ottawa, död 23 juni 1907 i Bay of Quinte nära Belleville, Ontario, var en kanadensisk ishockeyspelare, både på amatörnivå och professionellt.

## Karriär
Hod Stuart spelade som back för Ottawa Hockey Club, Quebec Bulldogs, Pittsburgh Bankers, Portage Lakes Hockey Club, Calumet Miners, Pittsburgh Professionals och Montreal Wanderers åren 1899–1907.
Stuart vann Stanley Cup 1907 med Montreal Wanderers sedan laget besegrat Kenora Thistles över två matcher.
Hod Stuarts yngre bror Bruce Stuart var även han professionell ishockeyspelare och är likt Hod Stuart invald i Hockey Hall of Fame. Bröderna spelade tillsammans i Ottawa Hockey Club och Quebec Bulldogs i Canadian Amateur Hockey League åren 1899–1901 samt i Portage Lakes Hockey Club säsongen 1903–04.
Hod Stuart dog i en dykningsolycka i Bay of Quinte nära Belleville, Ontario den 23 juni 1907, 28 år gammal. Stuart dök med huvudet före från en plattform tillhörande en fyr, omedveten om att vattnet vid dykplatsen endast var runt 60 centimeter djupt, och bröt nacken efter att ha slagit i botten.

## Spelstil och anseende
Hod Stuart spelade framgångsrikt som cover point, en av dåtidens backpositioner. Backen som spelade cover point var under den professionella ishockeyns begynnelse, till skillnad från backen som spelade point, mer offensivt lagd och överlag mer delaktig i anfallsspelet. Stuart var en stor och kraftfull spelare för sin tid och kunde från sin backposition styra spelet över hela banan. Han skyggade inte heller undan för fysiskt spel och var en spelare som både gav och tog i den delen av spelet. Under sin tid i IPHL anklagades han från flera håll för att spela alltför bryskt och våldsamt. Stuart slog dock ifrån sig kritiken och menade i sin tur att domarna i IPHL inte höll en tillräckligt god standard. I samband med att han lämnade ligan i december 1906 för att i stället spela med Montreal Wanderers i ECAHA skrev han ett brev till tidningen Montreal Star där han uttryckte sitt missnöje med hur IPHL sköttes.
| ”                                     | De vet inte hur man bedriver ishockey här, rinkfolket tillsätter de mest dumma och inkompetenta domarna som står att finna. Förra året hade de Chaucer Elliott, som inte var dålig, och Doc Gibson. I år är de ruttna allihop och jag kommer att lämna för Wanderers om saker och ting fortgår som i nuläget. Jag kan få bättre betalt här, men jag vill spela ishockey, inte shinny av sådant slag som OHA tillhandahåller. De tillsätter folk här att döma som aldrig sett ishockey förrän de kommit till den här ligan, och som praktiserar OHA:s tillvägagångssätt varje chans de får. Jag kommer att meddela Wanderers huruvida jag kommer eller inte den här veckan. De kan inte erbjuda mig nog med pengar här för att stå ut med vad jag fick stå ut med förra året i den här ligan. Alla kastade glåpord mot mig och jag var inte tillåten att lyfta klubban från isen. Det är sant det. Jag lyfte aldrig klubban från isen, förutom för att skjuta, under hela vintern, och jag gick aldrig in i närkamp mot någon med klubban. | „ |
| – Hod Stuart om IPHL i december 1906. | |   |

Stuart var en av sin tids mest berömda och högst ansedda spelare, och ansågs under sin karriär från flera håll inte endast vara världens bästa back utan även världens bästa spelare.

## Statistik
CAHL = Canadian Amateur Hockey League, WPHL = Western Pennsylvania Hockey League, Trä. = Träningsmatcher, ECAHA = Eastern Canada Amateur Hockey Association
| 1899         | Ottawa Hockey Club        | CAHL         | 3  | 1  | 0 | 1  | —  | — | — | — | — | —  |
| 1900         | Ottawa Hockey Club        | CAHL         | 7  | 5  | 0 | 5  | —  | — | — | — | — | —  |
| 1901         | Quebec Bulldogs           | CAHL         | 7  | 2  | 0 | 2  | —  | — | — | — | — | —  |
| 1902         | Quebec Bulldogs           | CAHL         | 8  | 5  | 0 | 5  | —  | — | — | — | — | —  |
| 1903         | Pittsburgh Bankers        | WPHL         | 13 | 7  | 8 | 15 | 29 | 4 | 1 | 2 | 3 | 2  |
| 1903–04      | Portage Lakes Hockey Club | Trä.         | 14 | 13 | 0 | 13 | 23 | 9 | 4 | 0 | 4 | 12 |
| 1904–05      | Calumet Miners            | IPHL         | 22 | 18 | 0 | 18 | 19 | — | — | — | — | —  |
| 1905–06      | Pittsburgh Professionals  | IPHL         | 20 | 11 | 0 | 11 | 50 | — | — | — | — | —  |
| 1905–06      | Calumet Miners            | IPHL         | 1  | 0  | 0 | 0  | 0  | — | — | — | — | —  |
| 1906–07      | Pittsburgh Professionals  | IPHL         | 4  | 1  | 3 | 4  | 19 | — | — | — | — | —  |
| 1907         | Montreal Wanderers        | ECAHA        | 8  | 3  | 0 | 3  | 21 | — | — | — | — | —  |
|              | Montreal Wanderers        | Stanley Cup  | —  | —  | — | —  | —  | 4 | 0 | 0 | 0 | 8  |
| CAHL totalt  | CAHL totalt               | CAHL totalt  | 25 | 13 | 0 | 13 | —  | — | — | — | — | —  |
| WPHL totalt  | WPHL totalt               | WPHL totalt  | 13 | 7  | 8 | 15 | 29 | 4 | 1 | 2 | 3 | 2  |
| IPHL totalt  | IPHL totalt               | IPHL totalt  | 47 | 30 | 3 | 33 | 88 | — | — | — | — | —  |
| ECAHA totalt | ECAHA totalt              | ECAHA totalt | 8  | 3  | 0 | 3  | 21 | — | — | — | — | —  |

## Meriter
- IPHL-mästare – 1904–05 med Calumet Miners
- Stanley Cup – 1907 med Montreal Wanderers
- WPHL First All-Star Team – 1903
- IPHL First All-Star Team – 1904–05 och 1905–06